# Sébastien Hinault
Sébastien Hinault (Saint-Brieuc, 11 februari 1974) is een Frans voormalig wielrenner die anno 2021 ploegleider is bij Arkéa Samsic.

## Carrière
De Breton Sébastien Hinault (hij is een streekgenoot van Bernard Hinault, maar geen familie) werd in 1997 beroepswielrenner bij Gan, na sinds september 1996 al als stagiair voor de ploeg actief te zijn. Later reed hij jarenlang bij de opvolger van Gan, Crédit Agricole, en spendeerde daarna vier seizoenen bij AG2R La Mondiale. Hinault kon goed sprinten maar kwam vaak net te kort om een massasprint te winnen, waardoor hij diverse ereplaatsen bij elkaar fietste. 
Tot zijn overwinningen behoren etappezeges in de rondes van Polen (2003) en Duitsland (2004). Zijn grootste zege was een etappe in de Ronde van Spanje van 2008. In 2014 zette Hinault een punt achter zijn loopbaan bij IAM Cycling. 

## Belangrijkste overwinningen
2000
Ronde van de Finistère
2003
4e etappe Ronde van Polen
2004
4e etappe Ronde van Duitsland
2005
2e etappe Circuit Franco-Belge
2006
8e etappe Ronde van Langkawi
4e etappe Ronde van Picardië
4e etappe Ronde van de Limousin
2007
3e etappe Ronde van Gabon
Puntenklassement Ronde van Gabon
2008
3e etappe Ronde van de Limousin
Eindklassement Ronde van de Limousin
10e etappe Ronde van Spanje
2012
3e etappe Omloop van Lotharingen
Boucles de l'Aulne

## Resultaten in voornaamste wedstrijden
| Jaar | Ronde van Italië | Ronde van Frankrijk | Ronde van Spanje |
| ---- | ---------------- | ------------------- | ---------------- |
| 1998 |                  |                     |                  |
| 1999 |                  | 123e                |                  |
| 2000 |                  | 125e                |                  |
| 2001 |                  | 137e                |                  |
| 2002 |                  | 147e                |                  |
| 2003 |                  | 138e                |                  |
| 2004 |                  | opgave              |                  |
| 2005 |                  | 115e                |                  |
| 2006 |                  | 112e                |                  |
| 2007 |                  | 132e                |                  |
| 2008 |                  |                     | 64e (1)          |
| 2009 | 135e             |                     | 69e              |
| 2010 | 100e             |                     | 115e             |
| 2011 |                  | 111e                |                  |
| 2012 |                  | 122e                |                  |
| 2013 |                  |                     |                  |
| 2014 |                  |                     | 106e             |

| Jaar | Milaan-San Remo | Gent-Wevelgem | Ronde van Vlaanderen | Parijs-Roubaix | Amstel Gold Race | Luik-Bast.‑Luik | Parijs-Tours | Cyclassics Hamburg |  | WK op de weg |  | Wereldranglijsten |
| ---- | --------------- | ------------- | -------------------- | -------------- | ---------------- | --------------- | ------------ | ------------------ |  | ------------ |  | ----------------- |
| 1998 |                 |               | opgave               |                | opgave           | 72e             |              |                    |  |              |  |                   |
| 1999 |                 |               |                      |                | 46e              | opgave          |              |                    |  |              |  |                   |
| 2000 |                 |               |                      | opgave         |                  |                 | 19e          |                    |  |              |  |                   |
| 2001 | opgave          |               | opgave               | opgave         | opgave           | opgave          |              | 66e                |  |              |  |                   |
| 2002 | 148e            |               | 73e                  | opgave         |                  |                 | 24e          | 15e                |  |              |  |                   |
| 2003 |                 |               |                      | 60e            |                  |                 | 20e          | 28e                |  |              |  |                   |
| 2004 |                 | 53e           | 116e                 | 56e            |                  |                 | 81e          |                    |  |              |  |                   |
| 2005 | 65e             |               | opgave               | opgave         |                  |                 | 46e          | 16e                |  |              |  |                   |
| 2006 | 68e             | 54e           | 44e                  | 58e            |                  |                 | opgave       | 10e                |  | opgave       |  |                   |
| 2007 |                 | 112e          | opgave               | opgave         |                  |                 | 70e          |                    |  |              |  |                   |
| 2008 | opgave          | 50e           |                      | 43e            |                  |                 | 54e          |                    |  |              |  |                   |
| 2009 | 95e             | 36e           | 70e                  | opgave         |                  |                 | 55e          |                    |  |              |  | 220e (UWK)        |
| 2010 | 65e             | 73e           | 26e                  | 9e             |                  |                 | 84e          | 9e                 |  | 70e          |  | 130e (UWK)        |
| 2011 | 148e            | opgave        | 45e                  | 53e            |                  |                 |              | 112e               |  |              |  | 164e (UWT)        |
| 2012 | 145e            | 38e           |                      |                |                  |                 | 38e          | 105e               |  |              |  | 204e (UWT)        |
| 2013 |                 | 22e           | 26e                  | 42e            |                  |                 | 86e          |                    |  |              |  |                   |
| 2014 | 72e             | opgave        | opgave               | 115e           |                  |                 | 21e          |                    |  |              |  |                   |

## Ploegen
- 1996- Gan (stagiair vanaf 1-9)
- 1997- Gan
- 1998- Gan-Crédit Agricole
- 1999- Crédit Agricole
- 2000- Crédit Agricole
- 2001- Crédit Agricole
- 2002- Crédit Agricole
- 2003- Crédit Agricole
- 2004- Crédit Agricole
- 2005- Crédit Agricole
- 2006- Crédit Agricole
- 2007- Crédit Agricole
- 2008- Crédit Agricole
- 2009- AG2R La Mondiale
- 2010- AG2R La Mondiale
- 2011- AG2R La Mondiale
- 2012- AG2R La Mondiale
- 2013- IAM Cycling
- 2014- IAM Cycling

Wielerploegen van Sébastien Hinault
Boardman ·
Deramé ·
Desbiens (tot 15/06) ·
Gaumont (tot 15/06) ·
Heulot ·
Hubert ·
Ledanois ·
Lemarchand ·
Moncassin ·
Moreau ·
O'Grady ·
Pensec ·
Prétot ·
Rous ·
Rué ·
Seigneur ·
Simon ·
Vasseur ·
Bos (stagiair) ·
Hinault (stagiair) ·
Langella (stagiair) 
Boardman ·
Bos ·
Hinault ·
Hubert ·
Langella ·
Ledanois ·
Lemarchand ·
Moncassin ·
O'Grady ·
Pensec (tot 30/06) ·
Poli ·
Prétot ·
Rué ·
Simon ·
Sunderland ·
Teyssier ·
Vasseur ·
Vogels ·
Estadieu (stagiair) ·
Jenner (stagiair) 
Bäckstedt ·
Boardman ·
Bos ·
Gono ·
Hinault ·
Jenner ·
Langella ·
Moncassin ·
O'Grady ·
Perraudeau ·
Pétilleau ·
Poli ·
Prétot ·
Seigneur ·
Simon ·
Vasseur ·
Vogels ·
Voigt ·
Augé (stagiair)
Bäckstedt ·
Boardman ·
Delalande ·
Finot ·
Gono ·
Hinault ·
Jenner ·
Langella ·
Moncassin ·
Neuville ·
O'Grady ·
Pencolé ·
Perraudeau ·
Poli ·
Simon ·
Vasseur ·
Vogels ·
Voigt ·
Augé (stagiair) ·
Fédrigo (stagiair) ·
Hushovd (stagiair) ·
Poilvet (stagiair) 
Bäckstedt ·
Boardman ·
Fédrigo ·
Finot ·
Gono ·
Gougot ·
Hinault ·
Hushovd ·
Jenner ·
Julich ·
Langella ·
Morin ·
Neuville ·
O'Grady ·
Pencolé ·
Poilvet ·
Vaughters ·
Voigt ·
Fournier (stagiair) ·
Le Mével (stagiair) ·
Martin (stagiair) 
Bäckstedt ·
Bessy ·
Fédrigo ·
Finot ·
Gougot ·
Hinault ·
Hushovd ·
Jenner ·
Julich ·
Langella ·
Martin ·
Morin ·
Neuville ·
O'Grady ·
Poilvet ·
Vaughters ·
Voigt ·
Hervé (stagiair) ·
Leblacher (stagiair) ·
Le Mével (stagiair) ·
Tournier (stagiair)
Bessy ·
Brard (tot 15/10) ·
Charpenteau ·
Fédrigo ·
Hervé ·
Hinault ·
Hushovd ·
Jenner ·
Langella ·
Le Mével ·
Martin ·
Moreau ·
Morin ·
O'Grady ·
Poilvet ·
Tournier ·
Vaughters (tot 15/07) ·
Voigt ·
Dartus (stagiair) ·
Jégou (stagiair) ·
Leblacher (stagiair)
Augé ·
Charpenteau ·
Fédrigo ·
Fragniere ·
Hervé ·
Hinault ·
Hushovd ·
Jégou ·
Jenner ·
Kaggestad ·
Leblacher ·
Le Mével ·
Ljungqvist ·
Moreau ·
Morin ·
O'Grady ·
Poilvet ·
Sweet ·
Tournier ·
Voigt ·
Arassus (stagiair) ·
Bates (stagiair) ·
Guiborel (stagiair) 
Augé ·
Botsjarov ·
Dean ·
Fédrigo ·
Halgand ·
Hervé ·
Hinault ·
Hushovd ·
Jégou ·
Joly ·
Kaggestad ·
Kasjetsjkin ·
Leblacher ·
Le Mével ·
Lequatre ·
Moeravjov ·
Moreau ·
Nazon ·
Poilvet ·
Salmon ·
Wiggins ·
Yates (stagiair) 
Bellotti ·
Bodrogi ·
Botsjarov ·
Caucchioli ·
Dean ·
Halgand ·
Hervé ·
Hinault ·
Hushovd ·
Joly ·
Kaggestad ·
Kasjetsjkin ·
Kirsipuu ·
Leblacher ·
Le Mével ·
Lemoine ·
Lequatre ·
Moeravjov ·
Moreau ·
Nazon ·
Patour ·
Poilvet ·
Portal ·
Raisin ·
Talabardon ·
Vogondy ·
Wiggins ·
Hivert (stagiair) ·
Marino (stagiair) ·
Pauriol (stagiair)
Bellotti ·
Bodrogi ·
Bonnet ·
Botsjarov ·
Caucchioli ·
Charteau ·
Dean ·
Edaleine ·
Engoulvent ·
Fofonov ·
Halgand ·
Hinault ·
Hivert ·
Hushovd ·
Kaggestad ·
Kirsipuu ·
Le Mével ·
Lemoine ·
Marino ·
Patour ·
Pauriol ·
Poilvet ·
Portal ·
Raisin ·
Renshaw ·
Talabardon ·
Vogondy ·
Fortin (stagiair) ·
Lhotellerie (stagiair) ·
Rolland (stagiair) 
Bellotti ·
Bodrogi ·
Bonnet ·
Botsjarov ·
Caucchioli ·
Charteau ·
Dean ·
Edaleine ·
Engoulvent ·
Fofonov ·
Furlan ·
Halgand ·
Hinault ·
Hivert ·
Hushovd ·
Kaggestad ·
Kern ·
Laurent ·
Le Mével ·
Lemoine ·
Marino ·
Pauriol ·
Poilvet ·
Raisin ·
Renshaw ·
Roche ·
Rolland ·
Talabardon ·
Bagot (stagiair) ·
Fournet-Fayard (stagiair) ·
Konovalovas (stagiair) 
Berthou ·
Bodrogi ·
Bonnet ·
Botsjarov ·
Caucchioli ·
Engoulvent ·
Fofonov (tot 31/07) ·
Furlan ·
Gerrans ·
Halgand ·
Hinault ·
Hivert ·
Hunt ·
Hushovd ·
Konovalovas ·
Kern ·
Le Mével ·
Lemoine ·
Marino ·
Méderel ·
Pauriol ·
Raisin ·
Rasch ·
Renshaw ·
Roche ·
Rolland ·
Simon ·
Talabardon ·
Bessy (stagiair) ·
Chopin (stagiair) ·
Šiškevičius (stagiair) 
Arrieta ·
Bonnafond ·
Clerc ·
Dessel ·
Dion ·
Dupont ·
Elmiger ·
Gadret ·
Goubert · 
Hinault ·
A. Jefimkin ·
V. Jefimkin · 
Kadri ·
Kangert ·
Krivtsov ·
Loubet ·
Mandri · 
Mondory ·
Nocentini ·
Pineau ·
Pliușchin ·
Poulhiès ·
Riblon ·
Roche ·
Rousseau · 
Sénac ·
Smukulis ·
Sonnery ·
Turpin · 
Valjavec · 
Desriac (stagiair) ·
Gastauer (stagiair) 
Arrieta ·
Bérard ·
Bonnafond ·
Bouet ·
Champion ·
Dessel ·
Dupont ·
Elmiger ·
Gadret ·
Gastauer ·
Goddaert · 
Hinault ·
A. Jefimkin ·
V. Jefimkin · 
Kadri ·
Krivtsov ·
Le Lay ·
Loubet ·
Mandri · 
Mondory ·
Nocentini ·
Ravard ·
Riblon ·
Roche ·
Rousseau · 
Smukulis ·
Turpin · 
Valjavec · 
Bonnin (stagiair) ·
Clarke (stagiair) ·
Teychenne (stagiair) 
Bérard ·
Bonnafond ·
Bouet ·
Champion ·
Cherel ·
Dessel ·
Dupont ·
Elmiger ·
Gadret ·
Gastauer ·
Goddaert · 
Hinault ·
Houanard ·
Kadri ·
Krivtsov ·
Le Lay ·
Lemarchand · 
Loubet ·
Minard ·
Mondory ·
Montaguti ·
Nocentini ·
Péraud ·
Perget ·
Ravard ·
Riblon ·
Roche ·
Domont (stagiair) ·
Martinez (stagiair) · 
Teychenne (stagiair)
Bardet ·
Belletti ·
Bérard ·
Bonnafond ·
Bouet ·
Casper ·
Cherel ·
Dupont ·
Elmiger ·
Gadret ·
Gastauer ·
Gazvoda ·
Georges ·
Goddaert · 
Hinault ·
Houanard ·
Kadri ·
Lemarchand · 
Minard ·
Mondory ·
Montaguti ·
Nocentini ·
Péraud ·
Perget ·
Ravard ·
Riblon ·
Roche ·
Sjpilevski ·
Zargari ·
Teychenne (stagiair) ·
Chavanne (stagiair) ·
Raibaud (stagiair)
Aregger · 
Bandiera ·
Brändle · 
Cusin · 
Denifl · 
Elmiger · 
Fumeaux · 
Goddaert · 
Haussler · 
Hinault · 
Hollenstein · 
Ista · 
Klemme · 
Lang · 
Larsson · 
Löfkvist · 
Pelucchi · 
Pliușchin · 
Reichenbach · 
Saramotins · 
Schelling · 
Tschopp · 
Wyss
Aregger · Brändle · Chavanel · Denifl · Elmiger · Frank · Fumeaux · Goddaert (tot 18/02) · Haussler · Hinault · Hollenstein · Ista · Klemme · Kluge · Lang · Larsson · Löfkvist · Pelucchi · Pineau · Reichenbach · Reynés · Saramotins · Schelling · Tschopp · Wyss